# Microhyla zeylanica
Microhyla zeylanica é uma espécie de anfíbio da família Microhylidae.
É endémica do Sri Lanka.
Os seus habitats naturais são: regiões subtropicais ou tropicais húmidas de alta altitude, campos de altitude subtropicais ou tropicais, pântanos, marismas de água doce e marismas intermitentes de água doce.
Está ameaçada por perda de habitat.